# Tornei di tennis femminili nel 1921
Prima della nascita del WTA Tour, ossia l'apertura alle tenniste professioniste dei tornei che prima di quell'anno erano riservati alle tenniste dilettanti, tutti gli eventi più importanti erano amatoriali, tra questi c'erano i tornei del Grande Slam: gli Australasian Championships, il Campionato francese di tennis, il Torneo di Wimbledon e gli U.S. National Championships.

## Gennaio
| Settimana  | Torneo                                                             | Vincitore                                                 | Finalista                       | Semifinalisti | Eliminati ai quarti |
| ---------- | ------------------------------------------------------------------ | --------------------------------------------------------- | ------------------------------- | ------------- | ------------------- |
| 10 gennaio | Beausite First Meeting 1921 Cannes, Francia Singolare - Doppio     | Suzanne Lenglen 6-0 6-0                                   | Blanche Colston                 |               |                     |
| 10 gennaio | Beausite First Meeting 1921 Cannes, Francia Singolare - Doppio     |                                                           |                                 |               |                     |
| 10 gennaio | Beausite First Meeting 1921 Cannes, Francia Singolare - Doppio     | Doppio misto: Arthur Wallis Myers Suzanne Lenglen 6-2 6-2 | Francis Fisher Sophie Wavertree |               |                     |
| 16 gennaio | Carlton Club First Meeting 1921 Cannes, Francia Singolare - Doppio | Suzanne Lenglen 6-0 6-1                                   | Elizabeth Ryan                  |               |                     |
| 16 gennaio | Carlton Club First Meeting 1921 Cannes, Francia Singolare - Doppio |                                                           |                                 |               |                     |
| 16 gennaio | Carlton Club First Meeting 1921 Cannes, Francia Singolare - Doppio | Doppio misto: Suzanne Lenglen Francis Fisher 6-1 6-1      | Gordon Lowe Elizabeth Ryan      |               |                     |

## Febbraio
| Settimana   | Torneo                                                                            | Vincitore                                                | Finalista                              | Semifinalisti | Eliminati ai quarti |
| ----------- | --------------------------------------------------------------------------------- | -------------------------------------------------------- | -------------------------------------- | ------------- | ------------------- |
| 6 febbraio  | Casino Heights Invitational 1921 Brooklyn, USA Singolare - Doppio                 | Marion Zinderstein 6-2 6-1                               | Marie Wagner                           |               |                     |
| 6 febbraio  | Casino Heights Invitational 1921 Brooklyn, USA Singolare - Doppio                 | Eleonora Sears Marion Zinderstein 6-2 8-6                | Mrs De Forest Candee Mrs Rawson-Wood   |               |                     |
| 13 febbraio | French Closed Covered Court Championships 1921 Parigi, Francia Singolare - Doppio | Germaine Golding 6-2 6-2                                 | Daisy Speranza                         |               |                     |
| 13 febbraio | French Closed Covered Court Championships 1921 Parigi, Francia Singolare - Doppio | Regnier Golding Jeanne Vaussard 6-1 6-4                  | Mrs Canet Marie Conquet                |               |                     |
| 13 febbraio | French Closed Covered Court Championships 1921 Parigi, Francia Singolare - Doppio | Doppio misto: Marie Conquet Marcel Dupont 6-3 6-3        | Daisy Speranza Etienne Micard          |               |                     |
| 21 febbraio | Carlton Club Second Meeting 1921 Cannes, Francia Singolare - Doppio               | Suzanne Lenglen 6-0 6-2                                  | Elizabeth Ryan                         |               |                     |
| 21 febbraio | Carlton Club Second Meeting 1921 Cannes, Francia Singolare - Doppio               | Suzanne Lenglen Elizabeth Ryan 6-0 6-1                   | Geraldine Beamish Eleanor Goss         |               |                     |
| 21 febbraio | Carlton Club Second Meeting 1921 Cannes, Francia Singolare - Doppio               | Doppio misto: Suzanne Lenglen Algernon Kingscote 6-3 6-2 | Elizabeth Ryan Gordon Lowe             |               |                     |
| 26 febbraio | South Australian Championships 1921 Adelaide, Australia Singolare - Doppio        | Flora Rowe 4-6 6-2 6-4                                   | Violet Mather                          |               |                     |
| 26 febbraio | South Australian Championships 1921 Adelaide, Australia Singolare - Doppio        | Kath Le Messurier Flora Rowe 6-4 1-6 7-5                 | Mrs Brook Violet Mather                |               |                     |
| 26 febbraio | South Australian Championships 1921 Adelaide, Australia Singolare - Doppio        | Doppio misto: Gar Hone Flora Rowe 6-4 6-3                | AR Taylor Kath Le Messurier            |               |                     |
| 27 febbraio | Torneo di Beaulieu 1921 Beaulieu-sur-Mer, Francia Singolare - Doppio              | Elizabeth Ryan 6-0 ritiro                                | Phyllis Satterthwaite                  |               |                     |
| 27 febbraio | Torneo di Beaulieu 1921 Beaulieu-sur-Mer, Francia Singolare - Doppio              | Suzanne Lenglen Elizabeth Ryan 6-0 6-0                   | Dorothea Lambert Chambers Eleanor Goss |               |                     |
| 27 febbraio | Torneo di Beaulieu 1921 Beaulieu-sur-Mer, Francia Singolare - Doppio              | Doppio misto: Suzanne Lenglen Algernon Kingscote 6-3 6-0 | Phyllis Satterthwaite Jack Hillyard    |               |                     |

## Marzo
| Settimana | Torneo                                                                      | Vincitore                                                       | Finalista                                       | Semifinalisti | Eliminati ai quarti |
| --------- | --------------------------------------------------------------------------- | --------------------------------------------------------------- | ----------------------------------------------- | ------------- | ------------------- |
| marzo     | South African Championships 1921 Bloemfontein, Sudafrica Singolare - Doppio | Nellie Edwards 6-1 6-2                                          | Mrs W. du Plessis                               |               |                     |
| marzo     | South African Championships 1921 Bloemfontein, Sudafrica Singolare - Doppio | Miss Kellar Miss Versfeld 7-5 6-3                               | Miss Gradwell Mrs Ellis                         |               |                     |
| marzo     | South African Championships 1921 Bloemfontein, Sudafrica Singolare - Doppio | Doppio misto: Louis Raymond Nellie Edwards 6-1 6-1              | R.F. Lesueur Miss Versfeld                      |               |                     |
| 6 marzo   | Monte Carlo Cup 1921 Monte Carlo, Monte Carlo Singolare - Doppio            | Suzanne Lenglen 6-2 6-0                                         | Elizabeth Ryan                                  |               |                     |
| 6 marzo   | Monte Carlo Cup 1921 Monte Carlo, Monte Carlo Singolare - Doppio            | Suzanne Lenglen Elizabeth Ryan 6-0 6-3                          | Dorothea Lambert Chambers Phyllis Satterthwaite |               |                     |
| 6 marzo   | Monte Carlo Cup 1921 Monte Carlo, Monte Carlo Singolare - Doppio            | Doppio misto: Algernon Kingscote Suzanne Lenglen 6-1 8-6        | Gordon Lowe Elizabeth Ryan                      |               |                     |
| 13 marzo  | Metropolitan Indoor 1921 New York, USA Singolare - Doppio                   | Helen Pollack Falk 6-2 6-4                                      | Martha Bayard                                   |               |                     |
| 13 marzo  | Metropolitan Indoor 1921 New York, USA Singolare - Doppio                   | Mrs Bernarnd Stenz Marie Wagner 6-2 6-1                         | Mrs B. Briggs Mrs L. Morris                     |               |                     |
| 14 marzo  | Riviera Championships 1921 Mentone, Francia Singolare - Doppio              | Elizabeth Ryan 6-4 6-3                                          | Phyllis Satterthwaite                           |               |                     |
| 14 marzo  | Riviera Championships 1921 Mentone, Francia Singolare - Doppio              | Suzanne Lenglen Elizabeth Ryan 6-0 6-1                          | Phyllis Howkins Dorothy Shepherd                |               |                     |
| 14 marzo  | Riviera Championships 1921 Mentone, Francia Singolare - Doppio              | Doppio misto: Gordon Lowe Elizabeth Ryan walkover               | Arthur Wallis Myers Suzanne Lenglen             |               |                     |
| 20 marzo  | US Indoors 1921 Boston, USA Singolare - Doppio                              | Molla Bjurstedt 6-2 6-0                                         | Ann Cole                                        |               |                     |
| 20 marzo  | US Indoors 1921 Boston, USA Singolare - Doppio                              | Hazel Wightman Marion Zinderstein 6-3 7-5                       | Molla Mallory Mrs L. Morris                     |               |                     |
| 20 marzo  | US Indoors 1921 Boston, USA Singolare - Doppio                              | Doppio misto: Bill Tilden Molla Mallory 6-2 6-1                 | Richard Norris Williams Hazel Wightman          |               |                     |
| 21 marzo  | South of France Championships 1921 Nizza, Francia Singolare - Doppio        | Suzanne Lenglen 6-1 6-1                                         | M. Septier                                      |               |                     |
| 21 marzo  | South of France Championships 1921 Nizza, Francia Singolare - Doppio        | Suzanne Lenglen Elizabeth Ryan 6-1 6-2                          | Geraldine Beamish Phyllis Satterthwaite         |               |                     |
| 21 marzo  | South of France Championships 1921 Nizza, Francia Singolare - Doppio        | Doppio misto: Count Mikhail Soumarokoff Suzanne Lenglen 6-1 6-2 | Jack Hillyard Phyllis Satterthwaite             |               |                     |
| 28 marzo  | Cannes Championships 1921 Cannes, Francia Singolare - Doppio                | Phyllis Howkins Covell 2-6 6-1 6-2                              | Phyllis Satterthwaite                           |               |                     |
| 28 marzo  | Cannes Championships 1921 Cannes, Francia Singolare - Doppio                |                                                                 |                                                 |               |                     |
| 28 marzo  | Cannes Championships 1921 Cannes, Francia Singolare - Doppio                | Doppio misto: Phyllis Satterthwaite Jack Hillyard 6-2 6-4       | Mrs Elwes Nigel Jones                           |               |                     |
| 28 marzo  | Côte d'Azur Championships 1921 Cannes, Francia Singolare - Doppio           | Elizabeth Ryan 7-5 6-2                                          | hyllis Satterthwaite                            |               |                     |
| 28 marzo  | Côte d'Azur Championships 1921 Cannes, Francia Singolare - Doppio           | Suzanne Lenglen Elizabeth Ryan 6-0 6-3                          | Phyllis Howkins Dorothy Shepherd                |               |                     |
| 28 marzo  | Côte d'Azur Championships 1921 Cannes, Francia Singolare - Doppio           | Doppio misto: Jack Hillyard Phyllis Satterthwaite 6-2 7-5       | Giovanni Balbi Dorothy Shepherd                 |               |                     |

## Aprile
| Settimana | Torneo                                                                                | Vincitore                                                            | Finalista                                 | Semifinalisti | Eliminati ai quarti |
| --------- | ------------------------------------------------------------------------------------- | -------------------------------------------------------------------- | ----------------------------------------- | ------------- | ------------------- |
| 10 aprile | World Covered Court Championships 1921 Copenaghen, Danimarca Singolare - Doppio       | Elsebeth Brehm 6-2 6-4                                               | Ebba Meyer                                |               |                     |
| 10 aprile | World Covered Court Championships 1921 Copenaghen, Danimarca Singolare - Doppio       | Elsebeth Brehm Ebba Meyer 6-2 4-6 6-2                                | Vera Forum Jutta Steenberg                |               |                     |
| 10 aprile | World Covered Court Championships 1921 Copenaghen, Danimarca Singolare - Doppio       | Doppio misto: Elsebeth Brehm Erik Tegner 6-2 6-2                     | Agnete Goldschmidt Waagepetersen          |               |                     |
| 16 aprile | North & South Tournament 1921 Pinehurst, USA Singolare - Doppio                       | Molla Bjurstedt 7-5 6-1                                              | Marion Zinderstein                        |               |                     |
| 16 aprile | North & South Tournament 1921 Pinehurst, USA Singolare - Doppio                       | Edith Sigourney Marion Zinderstein 3-6 6-3 6-4                       | Ann Cole Mrs Frank Godfrey                |               |                     |
| 16 aprile | North & South Tournament 1921 Pinehurst, USA Singolare - Doppio                       | Doppio misto: S. Howard Voshell Marion Zinderstein 3-6 6-4 6-4       | Beals Wright Molla Mallory                |               |                     |
| 16 aprile | British Covered Court Championships 1921 Londra, Gran Bretagna Singolare - Doppio     | Dorothy Holman 6-1 3-6 6-4                                           | Irene Peacock                             |               |                     |
| 16 aprile | British Covered Court Championships 1921 Londra, Gran Bretagna Singolare - Doppio     |                                                                      |                                           |               |                     |
| 16 aprile | British Covered Court Championships 1921 Londra, Gran Bretagna Singolare - Doppio     | Doppio misto: Francis Fisher Irene Peacock 6-0 7-5                   | Arthur Lovibond Dorothea Lambert Chambers |               |                     |
| 18 aprile | Carlton Club Third Meeting 1921 Cannes, Francia Singolare - Doppio                    | Suzanne Lenglen 6-1 6-0                                              | Phyllis Satterthwaite                     |               |                     |
| 18 aprile | Carlton Club Third Meeting 1921 Cannes, Francia Singolare - Doppio                    |                                                                      |                                           |               |                     |
| 18 aprile | Carlton Club Third Meeting 1921 Cannes, Francia Singolare - Doppio                    | Doppio misto: Jack Hillyard Phyllis Satterthwaite walkover           | Lord Rocksavage Suzanne Lenglen           |               |                     |
| 23 aprile | Roehampton Hard Court Championships 1921 Roehampton, Gran Bretagna Singolare - Doppio | Elizabeth Ryan 6-4 6-1                                               | Irene Peacock                             |               |                     |
| 23 aprile | Roehampton Hard Court Championships 1921 Roehampton, Gran Bretagna Singolare - Doppio | Ethel Larcombe Elizabeth Ryan 6-4 6-1                                | Doris Craddock Irene Peacock              |               |                     |
| 23 aprile | Roehampton Hard Court Championships 1921 Roehampton, Gran Bretagna Singolare - Doppio | Doppio misto: Randolph Lycett Elizabeth Ryan 6-2 6-1                 | F. Donisthorpe Mabel Clayton              |               |                     |
| 30 aprile | Beausoleil Championships 1921 Monte Carlo, Monte Carlo Singolare - Doppio             | Suzanne Lenglen 6-1 6-0                                              | Phyllis Satterthwaite                     |               |                     |
| 30 aprile | Beausoleil Championships 1921 Monte Carlo, Monte Carlo Singolare - Doppio             |                                                                      |                                           |               |                     |
| 30 aprile | Beausoleil Championships 1921 Monte Carlo, Monte Carlo Singolare - Doppio             | Doppio misto: Jack Hillyard Phyllis Satterthwaite 5-7 6-4 2-2 ritiro | Charles Aeschliman Suzanne Lenglen        |               |                     |

## Maggio
| Settimana | Torneo                                                                            | Vincitore                                                | Finalista                              | Semifinalisti | Eliminati ai quarti |
| --------- | --------------------------------------------------------------------------------- | -------------------------------------------------------- | -------------------------------------- | ------------- | ------------------- |
| 18 maggio | Campionato francese di tennis 1921 Parigi, Francia Terra rossa Singolare - Doppio | Suzanne Lenglen walkover                                 | Germaine Golding                       |               |                     |
| 18 maggio | Campionato francese di tennis 1921 Parigi, Francia Terra rossa Singolare - Doppio | Suzanne Lenglen Geramine Pigueron 6–2, 6–1               | Marguerite Billout Suzanne Deve        |               |                     |
| 21 maggio | Surrey Championships 1921 Surbiton, Gran Bretagna Singolare - Doppio              | Elizabeth Ryan 6-0, 6-0                                  | Dorothy Holman                         |               |                     |
| 21 maggio | Surrey Championships 1921 Surbiton, Gran Bretagna Singolare - Doppio              | Ethel Larcombe Elizabeth Ryan 6-0 6-3                    | Dorothea Lambert Chambers Agnes Tuckey |               |                     |
| 21 maggio | Surrey Championships 1921 Surbiton, Gran Bretagna Singolare - Doppio              | Doppio misto: Elizabeth Ryan Carl-Eric von Braun 6-4 6-4 | Ethel Larcombe Major Ritchie           |               |                     |
| 23 maggio | Rot-Weiss Club Championships 1921 Berlino, Germania Singolare - Doppio            | Ilse Friedleben 6-2 6-0                                  | Lilí de Álvarez                        |               |                     |
| 23 maggio | Rot-Weiss Club Championships 1921 Berlino, Germania Singolare - Doppio            |                                                          |                                        |               |                     |
| 28 maggio | West of England Championships 1921 Bristol, Gran Bretagna Singolare - Doppio      | Phyllis Howkins Covell 10-8 6-2                          | Doris Craddock                         |               |                     |
| 28 maggio | West of England Championships 1921 Bristol, Gran Bretagna Singolare - Doppio      |                                                          |                                        |               |                     |
| 28 maggio | West of England Championships 1921 Bristol, Gran Bretagna Singolare - Doppio      | Doppio misto: Phyllis Howkins Arthur Gore 4-6 6-2 7-5    | Doris Craddock Frank Riseley           |               |                     |
| 28 maggio | Middlesex Championships 1921 Chiswick Park, Gran Bretagna Singolare - Doppio      | Elizabeth Ryan 6-3 6-4                                   | Geraldine Beamish                      |               |                     |
| 28 maggio | Middlesex Championships 1921 Chiswick Park, Gran Bretagna Singolare - Doppio      | Kitty McKane Margaret McKane 6-3 9-7                     | Geraldine Beamish Mrs Tanner           |               |                     |
| 28 maggio | Middlesex Championships 1921 Chiswick Park, Gran Bretagna Singolare - Doppio      | Doppio misto: Elizabeth Ryan Carl-Eric von Braun 6-2 6-2 | E. Kelsey W. Swinden                   |               |                     |
| 30 maggio | Montclair Athletic Club Championships 1921 Montclair, USA Singolare - Doppio      | Claire Cassel 7-5 8-6                                    | Robert LeRoy                           |               |                     |
| 30 maggio | Montclair Athletic Club Championships 1921 Montclair, USA Singolare - Doppio      | Clare Cassel Marie Wagner 7-5 6-1                        | Florence Ballin Mrs D. Mills           |               |                     |
| 30 maggio | Montclair Athletic Club Championships 1921 Montclair, USA Singolare - Doppio      | Doppio misto: Mrs G. Hirsch Morton Bernstein 2-6 6-4 6-4 | Marie Wagner Albert Ostendorf          |               |                     |

## Giugno
| Settimana | Torneo                                                                                 | Vincitore                                                      | Finalista                             | Semifinalisti | Eliminati ai quarti |
| --------- | -------------------------------------------------------------------------------------- | -------------------------------------------------------------- | ------------------------------------- | ------------- | ------------------- |
| giugno    | Hertfordshire Championships 1921 Harpenden, Gran Bretagna Singolare - Doppio           | Dorothy Shephard                                               | non conosciuta (bandiera)             |               |                     |
| giugno    | Hertfordshire Championships 1921 Harpenden, Gran Bretagna Singolare - Doppio           |                                                                |                                       |               |                     |
| 4 giugno  | Northern Championships 1921 Manchester, Gran Bretagna Singolare - Doppio               | Elizabeth Ryan 7-5 6-4                                         | Kitty McKane                          |               |                     |
| 4 giugno  | Northern Championships 1921 Manchester, Gran Bretagna Singolare - Doppio               | Ethel Larcombe Elizabeth Ryan 6-2 6-0                          | Kitty McKane Margaret McKane          |               |                     |
| 4 giugno  | Northern Championships 1921 Manchester, Gran Bretagna Singolare - Doppio               | Doppio misto: Elizabeth Ryan Randolph Lycett 6-1 6-1           | Dorothea Lambert Chambers Max Woosnam |               |                     |
| 5 giugno  | World Hard Court Championships 1921 Parigi, Francia Terra rossa Singolare - Doppio     | Suzanne Lenglen 6-2 6-3                                        | Molla Bjurstedt                       |               |                     |
| 5 giugno  | World Hard Court Championships 1921 Parigi, Francia Terra rossa Singolare - Doppio     | Germaine Golding Suzanne Lenglen 6-2 6-2                       | Dorothy Holman Irene Peacock          |               |                     |
| 5 giugno  | World Hard Court Championships 1921 Parigi, Francia Terra rossa Singolare - Doppio     | Doppio misto: Max Décugis Suzanne Lenglen 6-3 6-2              | William Laurentz Germaine Golding     |               |                     |
| 12 giugno | Pelham Country Club Championships 1921 Pelham, USA Singolare - Doppio                  | Ann Cole 7-5 6-4                                               | Florence Ballin                       |               |                     |
| 12 giugno | Pelham Country Club Championships 1921 Pelham, USA Singolare - Doppio                  | Helen Gilleaudeau Marie Wagner 6-1 6-1                         | Margaret Grove Mrs L. Morris          |               |                     |
| 17 giugno | Kent Championships 1921 Beckenham, Gran Bretagna Erba Singolare - Doppio               | Elizabeth Ryan 9-7 6-4                                         | Winifred Beamish                      |               |                     |
| 17 giugno | Kent Championships 1921 Beckenham, Gran Bretagna Erba Singolare - Doppio               | Elizabeth Ryan Winifred Beamish 6-3 6-4                        | Irene Peacock Dorothea Douglass       |               |                     |
| 17 giugno | Kent Championships 1921 Beckenham, Gran Bretagna Erba Singolare - Doppio               | Doppio misto: Arthur Prebble Dorothea Lambert Chambers 6-0 6-1 | Herbert Roper Barrett Mabel Clayton   |               |                     |
| 18 giugno | Roehampton Grass Court Championships 1921 Roehampton, Gran Bretagna Singolare - Doppio | Molla Bjurstedt 6-1 6-2                                        | Phyllis Howkins                       |               |                     |
| 18 giugno | Roehampton Grass Court Championships 1921 Roehampton, Gran Bretagna Singolare - Doppio | Ethel Larcombe Elizabeth Ryan 8-6 6-0                          | Aurea Edgington Kitty McKane          |               |                     |
| 18 giugno | Roehampton Grass Court Championships 1921 Roehampton, Gran Bretagna Singolare - Doppio | Doppio misto: Francis Fisher Ethel Larcombe 6-4 6-2            | S. Jacob Dorothy Shepherd             |               |                     |
| 18 giugno | Queen's Club Championships 1921 Londra, Gran Bretagna Erba Singolare - Doppio          | Mabel Clayton 6-4 8-6                                          | Dorothy Holman                        |               |                     |
| 18 giugno | Queen's Club Championships 1921 Londra, Gran Bretagna Erba Singolare - Doppio          | Dora Geen Winifred McNair 6-4 6-3                              | Mrs Atkey Miss Foulger                |               |                     |
| 18 giugno | Queen's Club Championships 1921 Londra, Gran Bretagna Erba Singolare - Doppio          | Doppio misto: Arthur Prebble Dora Geen 6-3 1-6 6-2             | R.S. Barnes Helen Leisk               |               |                     |
| 18 giugno | Pacific Coast Championships 1921 Berkeley, USA Singolare - Doppio                      | Helen Baker 7-5 6-1                                            | Helen Wills                           |               |                     |
| 18 giugno | Pacific Coast Championships 1921 Berkeley, USA Singolare - Doppio                      | Helen Baker Helen Wills 8-6 6-4                                | Anna McCune Lucy McCune               |               |                     |
| 18 giugno | Pacific Coast Championships 1921 Berkeley, USA Singolare - Doppio                      | Doppio misto: Helen Baker Howard Kinsey 9-7 6-4                | Marjorie Thorne Philip Bettens        |               |                     |
| 26 giugno | Apawamis Club Championships 1921 Rye, USA Singolare - Doppio                           | Eleanor Goss 6-0 6-2                                           | Helen Gilleaudeau                     |               |                     |
| 26 giugno | Apawamis Club Championships 1921 Rye, USA Singolare - Doppio                           | Eleanor Goss Helen Gilleaudeau 6-3 6-1                         | Leslie Bancroft Martha Bayard         |               |                     |

## Luglio
| Settimana | Torneo                                                                          | Vincitore                                                   | Finalista                       | Semifinalisti | Eliminati ai quarti |
| --------- | ------------------------------------------------------------------------------- | ----------------------------------------------------------- | ------------------------------- | ------------- | ------------------- |
| 2 luglio  | Torneo di Wimbledon 1921 Londra, Gran Bretagna Erba Singolare - Doppio          | Suzanne Lenglen 6-2, 6-0                                    | Elizabeth Ryan                  |               |                     |
| 2 luglio  | Torneo di Wimbledon 1921 Londra, Gran Bretagna Erba Singolare - Doppio          | Suzanne Lenglen Elizabeth Ryan 6-1, 6-2                     | Winifred Beamish Irene Peacock  |               |                     |
| 2 luglio  | Nyack on Hudson Championships 1921 Nyack, USA Singolare - Doppio                | Helen Gilleaudeau 6-0 6-3                                   | Leslie Bancroft                 |               |                     |
| 2 luglio  | Nyack on Hudson Championships 1921 Nyack, USA Singolare - Doppio                | Helen Gilleaudeau Mrs L. Morris 6-4 6-0                     | Mrs E. Raymond Edna Welty       |               |                     |
| 10 luglio | US Clay Court Championships 1921 Buffalo, USA Singolare - Doppio                | Ann Cole 6-0 6-3                                            | Frank Godfrey                   |               |                     |
| 10 luglio | US Clay Court Championships 1921 Buffalo, USA Singolare - Doppio                | Ann Cole Frank Godfrey 6-3 8-6                              | Leslie Bancroft Mrs E. Lynch    |               |                     |
| 16 luglio | Irish Championships 1921 Dublino, Irlanda Singolare - Doppio                    | Elizabeth Ryan 6-2 6-1                                      | Hilda Wallis                    |               |                     |
| 16 luglio | Irish Championships 1921 Dublino, Irlanda Singolare - Doppio                    | Mrs Dudley Elizabeth Ryan 6-2 6-1                           | Miss Monahan Hilda Wallis       |               |                     |
| 16 luglio | Irish Championships 1921 Dublino, Irlanda Singolare - Doppio                    | Doppio misto: Elizabeth Ryan Cecil Campbell 6-1 6-2         | E. Stewart Frank Devlin         |               |                     |
| 16 luglio | Welsh Championships 1921 Newport, Gran Bretagna Singolare - Doppio              | Helen Leisk 6-2 6-2                                         | Edith Hannam                    |               |                     |
| 16 luglio | Welsh Championships 1921 Newport, Gran Bretagna Singolare - Doppio              |                                                             |                                 |               |                     |
| 16 luglio | Welsh Championships 1921 Newport, Gran Bretagna Singolare - Doppio              | Doppio misto: Peter Freeman Edith Hannam 6-2 6-0            | Major Ritchie Kathleen Raikes   |               |                     |
| 16 luglio | Torneo di Frinton-on-Sea 1921 Frinton-on-Sea, Gran Bretagna Singolare - Doppio  | Kitty McKane 6-3 7-5                                        | D. Kemmis-Betty                 |               |                     |
| 16 luglio | Torneo di Frinton-on-Sea 1921 Frinton-on-Sea, Gran Bretagna Singolare - Doppio  | Dorothea Lambert Chambers Phyllis Satterthwaite 6-4 1-6 6-3 | Kitty McKane Margaret McKane    |               |                     |
| 16 luglio | Torneo di Frinton-on-Sea 1921 Frinton-on-Sea, Gran Bretagna Singolare - Doppio  | Doppio misto: H. Portlock Dorothea Lambert Chambers 6-2 6-4 | M. Bates Sophie Wavertree       |               |                     |
| 18 luglio | Greenwich Field Club Invitational 1921 Greenwich, USA Singolare - Doppio        | Eleanor Goss 6-3 7-5                                        | Helene Falk                     |               |                     |
| 18 luglio | Greenwich Field Club Invitational 1921 Greenwich, USA Singolare - Doppio        |                                                             |                                 |               |                     |
| 18 luglio | Nottinghamshire Championships 1921 Nottingham, Gran Bretagna Singolare - Doppio | Winifred Beamish 6-2 6-4                                    | Mabel Clayton                   |               |                     |
| 18 luglio | Nottinghamshire Championships 1921 Nottingham, Gran Bretagna Singolare - Doppio | Geraldine Beamish E. Tanner 6-1 9-7                         | Mrs Taylor Mrs Walker           |               |                     |
| 18 luglio | Nottinghamshire Championships 1921 Nottingham, Gran Bretagna Singolare - Doppio | Doppio misto: Leslie Godfree Mabel Parton 6-2 6-1           | Ernest Lamb Geraldine Beamish   |               |                     |
| 22 luglio | Rhode Island State Championships 1921 Providence, USA Singolare - Doppio        | Marion Zinderstein 6-3 6-4                                  | Ann Cole                        |               |                     |
| 22 luglio | Rhode Island State Championships 1921 Providence, USA Singolare - Doppio        | Marion Zinderstein Edith Sigourney 6-1 6-2                  | Florence Ballin Leslie Bancroft |               |                     |
| 22 luglio | Rhode Island State Championships 1921 Providence, USA Singolare - Doppio        | Doppio misto: Ichiya Kumagae Leslie Bancroft 6-3 14-12      | Bill Tilden Edith Sigourney     |               |                     |
| 23 luglio | Midland Counties Championships 1921 Edgbaston, Gran Bretagna Singolare - Doppio | Winifred Beamish 8-6 6-2                                    | Dorothy Shepherd                |               |                     |
| 23 luglio | Midland Counties Championships 1921 Edgbaston, Gran Bretagna Singolare - Doppio | Miss Rose E. Tanner 6-3 6-0                                 | Mrs A. Hall Mrs Perrett         |               |                     |
| 23 luglio | Midland Counties Championships 1921 Edgbaston, Gran Bretagna Singolare - Doppio | Doppio misto: Arthur Prebble Margaret McKane 9-7 6-4        | Stanley Doust Dorothy Shepherd  |               |                     |
| 30 luglio | Northumberland Championships 1921 Newcastle, Gran Bretagna Singolare - Doppio   | Elizabeth Ryan 6-0 6-1                                      | Lesley Cadle                    |               |                     |
| 30 luglio | Northumberland Championships 1921 Newcastle, Gran Bretagna Singolare - Doppio   | Ethel Larcombe Elizabeth Ryan 6-1 6-1                       | K. Aitchison Ruth Watson        |               |                     |
| 30 luglio | Northumberland Championships 1921 Newcastle, Gran Bretagna Singolare - Doppio   | Doppio misto: J. Simpson Ethel Larcombe 6-2 6-3             | A. Fyzee Ruth Watson            |               |                     |
| 31 luglio | New York State Championships 1921 Bay Ridge, USA Singolare - Doppio             | Mary Browne 6-3 6-3                                         | Marie Wagner                    |               |                     |
| 31 luglio | New York State Championships 1921 Bay Ridge, USA Singolare - Doppio             | May Bundy Mrs C. Hitchins 6-3 6-4                           | Clare Cassel Marie Wagner       |               |                     |

## Agosto
| Settimana | Torneo                                                                                   | Vincitore                                                 | Finalista                              | Semifinalisti | Eliminati ai quarti |
| --------- | ---------------------------------------------------------------------------------------- | --------------------------------------------------------- | -------------------------------------- | ------------- | ------------------- |
| agosto    | East of England Championships 1921 Felixstowe, Gran Bretagna Singolare - Doppio          | Winifred Beamish 6-3 7-5                                  | Mabel Clayton                          |               |                     |
| agosto    | East of England Championships 1921 Felixstowe, Gran Bretagna Singolare - Doppio          |                                                           |                                        |               |                     |
| 5 agosto  | Metropolitan Grass Court Championships 1921 Long Island, USA Erba Singolare - Doppio     | Molla Bjurstedt 6-1 7-5                                   | Marion Zinderstein                     |               |                     |
| 5 agosto  | Metropolitan Grass Court Championships 1921 Long Island, USA Erba Singolare - Doppio     | May Bundy Helen Wills                                     | Martha Bayard Helen Gilleaudeau        |               |                     |
| 6 agosto  | Isle of Wight Sandown Championships 1921 Sandown, Gran Bretagna Singolare - Doppio       | Kitty McKane 6-1 6-3                                      | Cecily Marriott                        |               |                     |
| 6 agosto  | Isle of Wight Sandown Championships 1921 Sandown, Gran Bretagna Singolare - Doppio       | Kitty McKane Margaret McKane 8-10 6-4 6-3                 | Phyllis Howkins Cecily Marriott        |               |                     |
| 6 agosto  | Isle of Wight Sandown Championships 1921 Sandown, Gran Bretagna Singolare - Doppio       | Doppio misto: Kitty Mckane Cecil Campbell 6-0 2-6 6-4     | Margaret McKane George Thomas          |               |                     |
| 9 agosto  | Derbyshire Championships 1921 Buxton, Gran Bretagna Singolare - Doppio                   | Elizabeth Ryan 6-0 6-1                                    | M. Wright                              |               |                     |
| 9 agosto  | Derbyshire Championships 1921 Buxton, Gran Bretagna Singolare - Doppio                   | Ethel Larcombe Elizabeth Ryan 6-0 6-0                     | J. Coote V. Hammersley                 |               |                     |
| 9 agosto  | Derbyshire Championships 1921 Buxton, Gran Bretagna Singolare - Doppio                   | Doppio misto: Elizabeth Ryan Cecil Campbell 6-3 6-0       | E. Willock E.D. McCrea                 |               |                     |
| 13 agosto | Torneo di Worthing 1921 Worthing, Gran Bretagna Singolare - Doppio                       | Dorothy Holman 6-0 6-3                                    | Doris Craddock                         |               |                     |
| 13 agosto | Torneo di Worthing 1921 Worthing, Gran Bretagna Singolare - Doppio                       | Louise Bull Miss Rodocanachi 7-5 0-6 9-7                  | Doris Craddock Dorothy Holman          |               |                     |
| 13 agosto | Torneo di Worthing 1921 Worthing, Gran Bretagna Singolare - Doppio                       | Doppio misto: Louise Bull William Radcliffe 1-6 6-1 6-1   | Dorothy Holman H.R. Fussell            |               |                     |
| 13 agosto | Seabright Invitational 1921 Seabright, USA Erba Singolare - Doppio                       | Molla Bjurstedt Invitational                              | Eleanor Goss                           |               |                     |
| 13 agosto | Seabright Invitational 1921 Seabright, USA Erba Singolare - Doppio                       | Eleanor Goss Marion Zinderstein 6-3 7-5                   | Ann Cole Helen Gillandreau             |               |                     |
| 13 agosto | Seabright Invitational 1921 Seabright, USA Erba Singolare - Doppio                       | Doppio misto: May Bundy Robert Kinsey 5-7 6-1 6-4         | Ann Cole Phil Neer                     |               |                     |
| 20 agosto | North of England Championships 1921 Scarborough, Gran Bretagna Singolare - Doppio        | Elizabeth Ryan 6-3 8-6                                    | Winifred McNair                        |               |                     |
| 20 agosto | North of England Championships 1921 Scarborough, Gran Bretagna Singolare - Doppio        | Ethel Larcombe Elizabeth Ryan 6-2 6-1                     | Winifred McNair Dorothy Shepherd       |               |                     |
| 20 agosto | North of England Championships 1921 Scarborough, Gran Bretagna Singolare - Doppio        | Doppio misto: Hon. Cecil Campbell Ethel Larcombe 6-0 8-6  | Theodore Mavrogordato Mabel Parton     |               |                     |
| 21 agosto | Queensland Championships 1921 Brisbane, Australia Singolare - Doppio                     | Annie Gray 2-6 6-2 9-7                                    | Nell Lloyd                             |               |                     |
| 21 agosto | Queensland Championships 1921 Brisbane, Australia Singolare - Doppio                     | Sylvia Lance Nell Lloyd 6-1 6-3                           | Mrs Docker Annie Gray                  |               |                     |
| 21 agosto | Queensland Championships 1921 Brisbane, Australia Singolare - Doppio                     | Doppio misto: Mrs Clark Radcliffe 5-7 6-1 6-2             | Annie Gray Jordan                      |               |                     |
| 22 agosto | U.S. National Championships 1921 New York, USA Erba Singolare - Doppio                   | Molla Bjurstedt 4-6, 6-4, 6-2                             | Mary Browne                            |               |                     |
| 22 agosto | U.S. National Championships 1921 New York, USA Erba Singolare - Doppio                   | Mary Browne Louise Riddell Williams 6-3, 6-2              | Helen Gilleaudeau Aletta Bailey Morris |               |                     |
| 27 agosto | Torneo di Exmouth 1921 Exmouth, Gran Bretagna Singolare - Doppio                         | Elizabeth Ryan 6-1 6-2                                    | Mrs Hall                               |               |                     |
| 27 agosto | Torneo di Exmouth 1921 Exmouth, Gran Bretagna Singolare - Doppio                         | Mrs Marriott Elizabeth Ryan 6-2 6-1                       | K. Lidderdale Olive Stebbing           |               |                     |
| 27 agosto | Torneo di Exmouth 1921 Exmouth, Gran Bretagna Singolare - Doppio                         | Doppio misto: C. Simpson Elizabeth Ryan 6-0 6-4           | A. Hill E. Harris                      |               |                     |
| 27 agosto | Torneo di Hastings 1921 Hastings, Gran Bretagna Singolare - Doppio                       | Winifred Beamish 6-2 6-4                                  | D. Kemmis-Betty                        |               |                     |
| 27 agosto | Torneo di Hastings 1921 Hastings, Gran Bretagna Singolare - Doppio                       | Geraldine Beamish E. Rose 6-2 6-1                         | D. Kemmis-Betty M. Towler              |               |                     |
| 27 agosto | Torneo di Hastings 1921 Hastings, Gran Bretagna Singolare - Doppio                       | Doppio misto: Hon. Cecil Campbell D. Kemmis-Betty 6-2 6-3 | G.T.C. Watt Geraldine Beamish          |               |                     |
| 28 agosto | Torneo di Deauville 1921 Deauville, Francia Singolare - Doppio                           | Sylvie Henrotin 6-2 6-2                                   | Marguerite Broquedis Billout           |               |                     |
| 28 agosto | Torneo di Deauville 1921 Deauville, Francia Singolare - Doppio                           | Sylvie Henrotin Doris Wolfson 10-8 10-8                   | Daisy Speranza Marie D'Anet            |               |                     |
| 31 agosto | Newport Casino Trophy 1921 (Newport Womens Invitational) Newport, USA Singolare - Doppio | May Sutton 7-5 4-6 6-4                                    | Mary Browne                            |               |                     |
| 31 agosto | Newport Casino Trophy 1921 (Newport Womens Invitational) Newport, USA Singolare - Doppio | Eleanor Goss Louise Williams 6-2 6-2                      | J.C. Cushing May Sutton                |               |                     |

## Settembre
| Settimana    | Torneo                                                                               | Vincitore                                             | Finalista                             | Semifinalisti | Eliminati ai quarti |
| ------------ | ------------------------------------------------------------------------------------ | ----------------------------------------------------- | ------------------------------------- | ------------- | ------------------- |
| settembre    | Engadine Championships 1921 St. Moritz, Svizzera Singolare - Doppio                  | Germaine Golding                                      | non conosciuta (bandiera)             |               |                     |
| settembre    | Engadine Championships 1921 St. Moritz, Svizzera Singolare - Doppio                  |                                                       |                                       |               |                     |
| 4 settembre  | Rockaway Hunting Club Invitational 1921 Cedarhurst, USA Erba Singolare - Doppio      | Molla Bjurstedt 6-2 6-3                               | Louise Hammond                        |               |                     |
| 4 settembre  | Rockaway Hunting Club Invitational 1921 Cedarhurst, USA Erba Singolare - Doppio      | Hitchens Rawson Wood 6-1 6-8 8-6                      | Louise Hammond Fullerton Weaver       |               |                     |
| 10 settembre | Cinque Ports Championships 1921 Folkestone, Gran Bretagna Singolare - Doppio         | Winifred Beamish 6-4 6-3                              | Winifred McNair                       |               |                     |
| 10 settembre | Cinque Ports Championships 1921 Folkestone, Gran Bretagna Singolare - Doppio         | Geraldine Beamish Winifred McNair 6-1 6-4             | L. Davenport Mabel Parton             |               |                     |
| 10 settembre | Cinque Ports Championships 1921 Folkestone, Gran Bretagna Singolare - Doppio         | Doppio misto: Winifred McNair Alfred Prebble          | Geraldine Beamish Hon. Cecil Campbell |               |                     |
| 10 settembre | Phyllis Court Hard Court Championships 1921 Henley, Gran Bretagna Singolare - Doppio | Kitty McKane 6-1 6-1                                  | M. Platt                              |               |                     |
| 10 settembre | Phyllis Court Hard Court Championships 1921 Henley, Gran Bretagna Singolare - Doppio |                                                       |                                       |               |                     |
| 10 settembre | Phyllis Court Hard Court Championships 1921 Henley, Gran Bretagna Singolare - Doppio | Doppio misto: Margaret McKane George Thomas 6-4 6-2   | M. Platt D. Kleinman                  |               |                     |
| 11 settembre | Le Touquet First Meeting 1921 Le Touquet, Francia Singolare - Doppio                 | Elizabeth Ryan 6-1 6-5                                | Madeline O'Neill                      |               |                     |
| 11 settembre | Le Touquet First Meeting 1921 Le Touquet, Francia Singolare - Doppio                 | Elizabeth Ryan Mme Armstrong 6-1 6-1                  | Aurea Farrington Edgington Mme Segrue |               |                     |
| 11 settembre | Le Touquet First Meeting 1921 Le Touquet, Francia Singolare - Doppio                 | Doppio misto: Elizabeth Ryan H.Amphlett Davis 7-5 6-1 | Madeline O'Neill Marcelo Frémaux      |               |                     |
| 11 settembre | California State Championships 1921 Berkeley, USA Singolare - Doppio                 | Helen Wills 3-6 9-7 6-0                               | Helen Baker                           |               |                     |
| 11 settembre | California State Championships 1921 Berkeley, USA Singolare - Doppio                 | Helen Baker Helen Wills 8-6 6-8 7-5                   | Anna McCune Lucy McCune               |               |                     |
| 11 settembre | California State Championships 1921 Berkeley, USA Singolare - Doppio                 | Doppio misto: Helen Baker Wallace Bates               | Anna McCune M. Fottrell               |               |                     |
| 17 settembre | Kent Coast Championships 1921 Hythe, Gran Bretagna Singolare - Doppio                | Kitty McKane 7-5 6-2                                  | D. Kemmis-Betty                       |               |                     |
| 17 settembre | Kent Coast Championships 1921 Hythe, Gran Bretagna Singolare - Doppio                | Aurea Edgington Kitty McKane 6-4 6-1                  | D. Kemmis-Betty Mabel Parton          |               |                     |
| 17 settembre | Kent Coast Championships 1921 Hythe, Gran Bretagna Singolare - Doppio                | Doppio misto: Leslie Godfree Kitty McKane 6-1 6-3     | Herbert Roper Barrett Aurea Edgington |               |                     |
| 20 settembre | South of England Championships 1921 Eastbourne, Gran Bretagna Singolare - Doppio     | Elizabeth Ryan 6-0 6-3                                | Irene Peacock                         |               |                     |
| 20 settembre | South of England Championships 1921 Eastbourne, Gran Bretagna Singolare - Doppio     | Dorothea Lambert Chambers Elizabeth Ryan 6-0 6-2      | Dora Geen Winifred McNair             |               |                     |
| 20 settembre | South of England Championships 1921 Eastbourne, Gran Bretagna Singolare - Doppio     | Doppio misto: S. Jacob Elizabeth Ryan 6-3 6-0         | Jack Hillyard Phyllis Satterthwaite   |               |                     |
| 25 settembre | Ardsley Club Invitational 1921 Ardsley, USA Singolare - Doppio                       | Molla Bjurstedt 6-4 6-2                               | Louise Hammond                        |               |                     |
| 25 settembre | Ardsley Club Invitational 1921 Ardsley, USA Singolare - Doppio                       | Molla Mallory Mrs L. Morris 6-3 4-6 6-4               | Mary Browne Louise Williams           |               |                     |
| 25 settembre | Ardsley Club Invitational 1921 Ardsley, USA Singolare - Doppio                       | Doppio misto: Mrs McLean Clark 0-6 6-4 6-3            | Miss Chapman Ewing                    |               |                     |

## Ottobre
| Settimana  | Torneo                                                                            | Vincitore                                            | Finalista                             | Semifinalisti | Eliminati ai quarti |
| ---------- | --------------------------------------------------------------------------------- | ---------------------------------------------------- | ------------------------------------- | ------------- | ------------------- |
| 2 ottobre  | Greenwich Country Club Invitational 1921 Greenwich, USA Singolare - Doppio        | Eleanor Goss 6-1 6-3                                 | Louise Hammond                        |               |                     |
| 2 ottobre  | Greenwich Country Club Invitational 1921 Greenwich, USA Singolare - Doppio        |                                                      |                                       |               |                     |
| 22 ottobre | Queen's Covered Court Championships 1921 Londra, Gran Bretagna Singolare - Doppio | Kitty McKane 6-2 6-3                                 | Phyllis Satterthwaite                 |               |                     |
| 22 ottobre | Queen's Covered Court Championships 1921 Londra, Gran Bretagna Singolare - Doppio | Irene Peacock Phyllis Satterthwaite 6-3 6-0          | Geraldine Beamish Helen Leisk         |               |                     |
| 22 ottobre | Queen's Covered Court Championships 1921 Londra, Gran Bretagna Singolare - Doppio | Doppio misto: Stanley Doust Kitty McKane 6-8 6-3 9-7 | Gordon Lowe Dorothea Lambert Chambers |               |                     |
| 25 ottobre | West Side Invitational 1921 New York, USA Singolare - Doppio                      | Molla Bjurstedt 6-1 6-1                              | Mrs W. Brown                          |               |                     |
| 25 ottobre | West Side Invitational 1921 New York, USA Singolare - Doppio                      | Mrs Fullerton-Weaver Molla Mallory 7-5 6-2           | Mrs L. Burtt Gertrude della Torre     |               |                     |

## Novembre
| Settimana   | Torneo                                                                  | Vincitore                                              | Finalista                         | Semifinalisti | Eliminati ai quarti |
| ----------- | ----------------------------------------------------------------------- | ------------------------------------------------------ | --------------------------------- | ------------- | ------------------- |
| novembre    | New South Wales Championships 1921 Sydney, Australia Singolare - Doppio | Margaret Molesworth 6-2, 6-4                           | Sylvia Lance Harper               |               |                     |
| novembre    | New South Wales Championships 1921 Sydney, Australia Singolare - Doppio | L. Bury Marjorie Mountain 1-6, 6-1, 7-5                | Mrs H. Fuller Floris Saint-George |               |                     |
| novembre    | New South Wales Championships 1921 Sydney, Australia Singolare - Doppio | Doppio misto: Clarence Todd Mrs H. Fuller walkover     | Jack Hawkes Mal Molesworth        |               |                     |
| 23 novembre | Victorian Championships 1921 Melbourne, Australia Singolare - Doppio    | Lily Addison 8-6 3-6 6-3                               | Esna Boyd                         |               |                     |
| 23 novembre | Victorian Championships 1921 Melbourne, Australia Singolare - Doppio    | Esna Boyd Dot Rendall 5-7 6-3 6-3                      | L Bury Marjorie Mountain          |               |                     |
| 23 novembre | Victorian Championships 1921 Melbourne, Australia Singolare - Doppio    | Doppio misto: Meryl Lister Pat O'Hara Wood 3-6 6-2 6-3 | Lily Addison Jack Hawkes          |               |                     |

## Dicembre
| Settimana   | Torneo                                                                    | Vincitore                                 | Finalista                        | Semifinalisti | Eliminati ai quarti |
| ----------- | ------------------------------------------------------------------------- | ----------------------------------------- | -------------------------------- | ------------- | ------------------- |
| 31 dicembre | New Zealand Championships 1921 Auckland, Nuova Zelanda Singolare - Doppio | Nancy Curtis                              | Marjorie Macfarlane              |               |                     |
| 31 dicembre | New Zealand Championships 1921 Auckland, Nuova Zelanda Singolare - Doppio | Nancy Curtis Mrs W Melody                 | Marjorie Macfarlane Mrs Marshall |               |                     |
| 31 dicembre | New Zealand Championships 1921 Auckland, Nuova Zelanda Singolare - Doppio | Doppio misto: Geoff Ollivier Nancy Curtis | Bartlett Mrs Marshall            |               |                     |

## Senza data
| Settimana | Torneo                                                   | Vincitore       | Finalista                 | Semifinalisti | Eliminati ai quarti |
| --------- | -------------------------------------------------------- | --------------- | ------------------------- | ------------- | ------------------- |
|           | Torneo di La Jolla 1921 La Jolla, USA Singolare - Doppio | Marion Williams | non conosciuta (bandiera) |               |                     |
|           | Torneo di La Jolla 1921 La Jolla, USA Singolare - Doppio |                 |                           |               |                     |